# Schloss Donzdorf

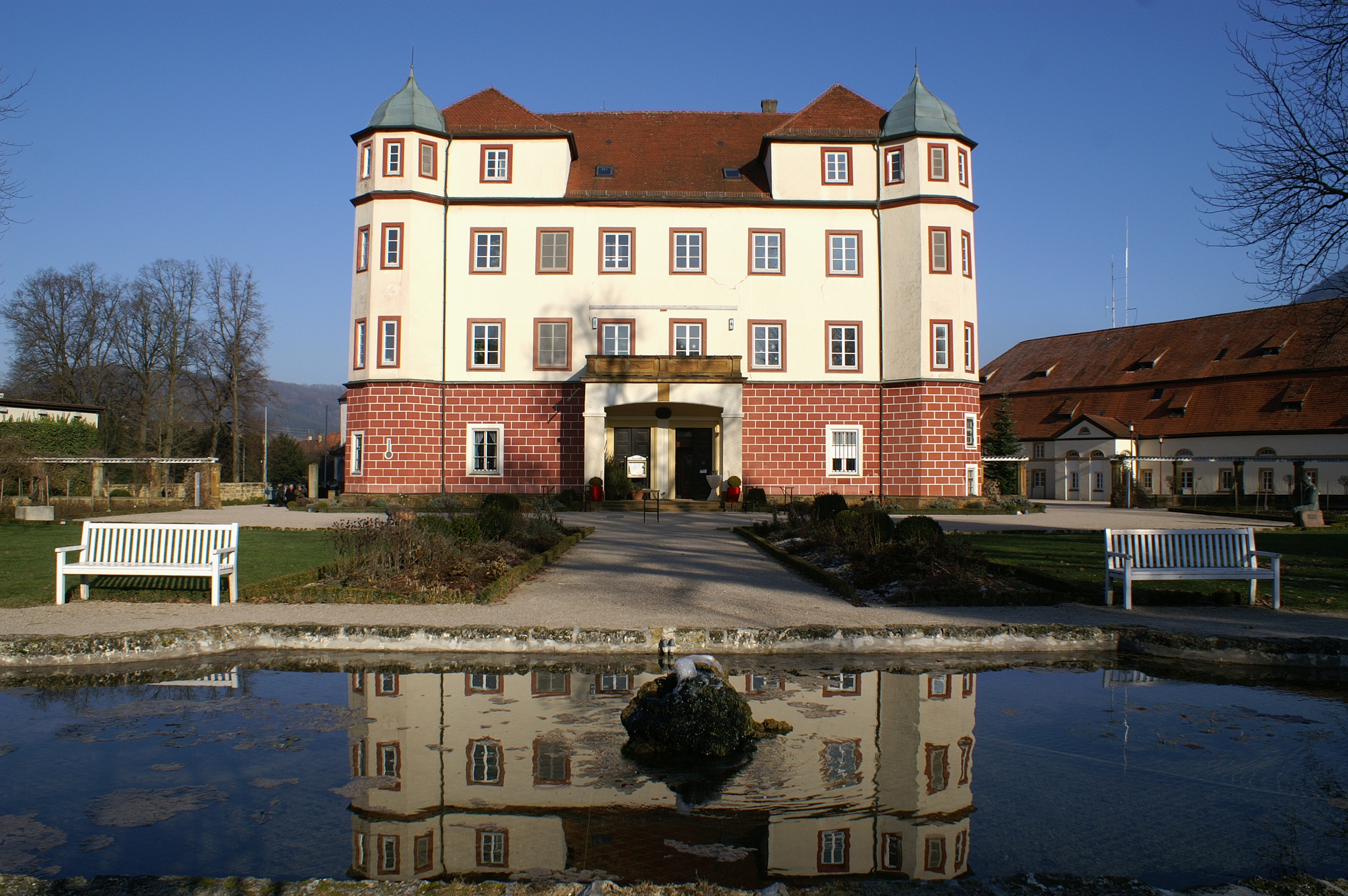
Schloss Donzdorf

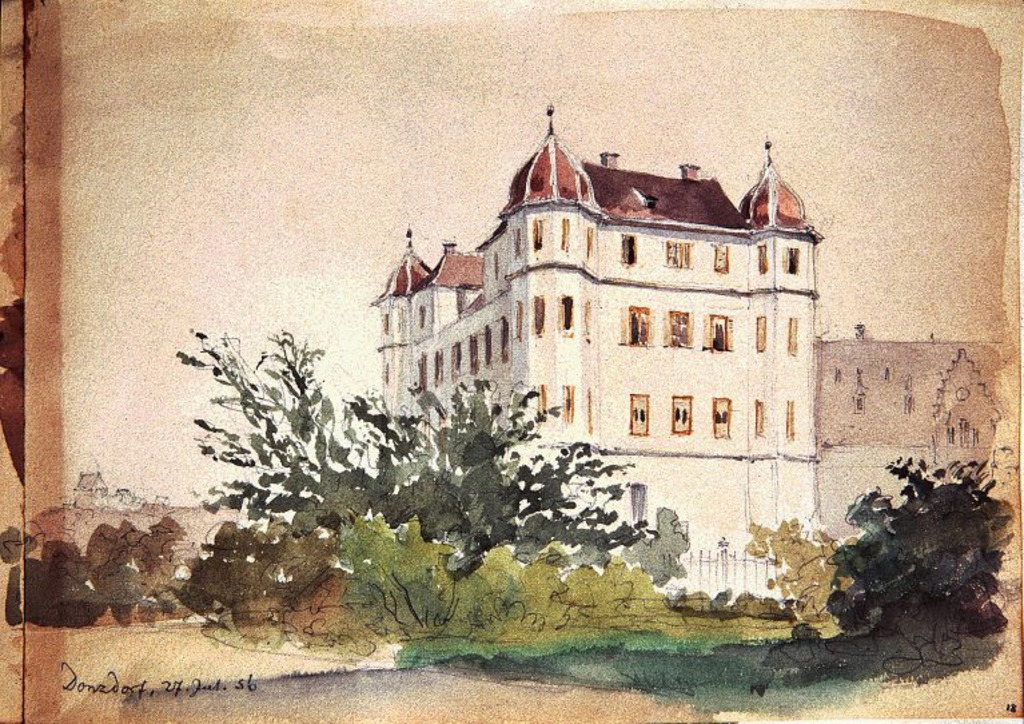
Blick zum Donzdorfer Schloss. Aquarell von General Eduard von Kallee vom 27. Juli 1856

Das Schloss Donzdorf mitten in der Stadt Donzdorf im baden-württembergischen Landkreis Göppingen wurde 1568 im Auftrag Hans von Rechbergs zu Hohenrechberg zu Illeraichen-Scharfenberg erbaut. Der dreigeschossige Renaissance-Bau mit vier achteckigen Türmen wurde im Lauf der Jahrhunderte mehrmals umgebaut.
1764 bis 1765 entstand südlich des Schlosses der Schlossgarten als barocke Gartenanlage. Anfang des 19. Jahrhunderts wurde dieser in seine heutige Gestalt als englischer Landschaftsgarten umgewandelt. In dem von einer Mauer umgebenen Park befindet sich vor dem Schlossteich eine Sonnenuhr.
1987 verkaufte Graf von Rechberg und Rothenlöwen das Schloss an die Stadt Donzdorf. Der Schlossgarten ist seit 1992 der Öffentlichkeit zugänglich. Seit Mai 1995 fungiert das Schloss als Verwaltungszentrum der Stadt Donzdorf. Im Erdgeschoss befindet sich das von einem Architekten aus Venedig im venezianischen Stil entworfene Schlossrestaurant mit einem historischen Gewölbesaal.